# Wapen van Ouder-Amstel

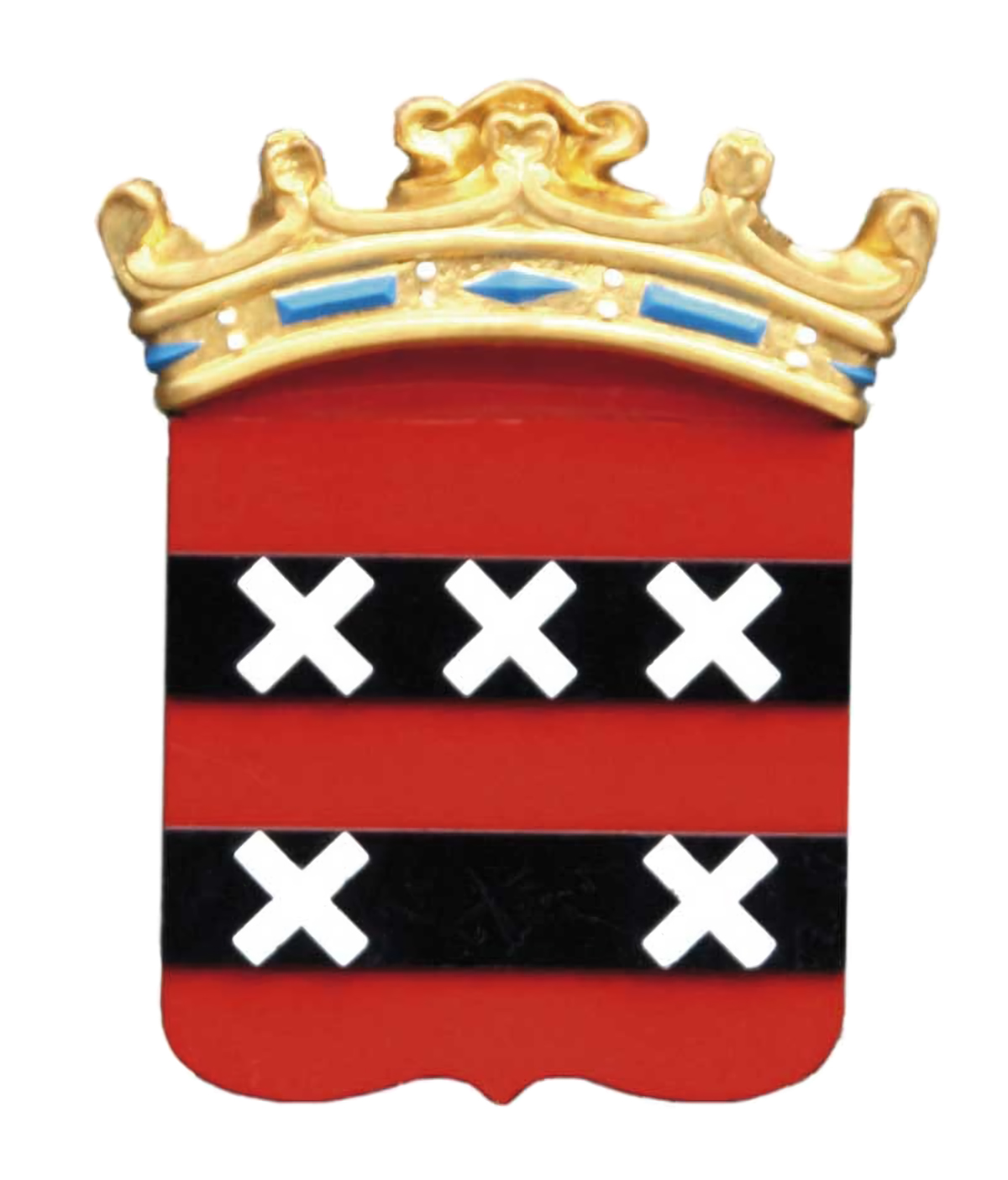
Wapen van Ouder-Amstel

Het wapen van de gemeente Ouder-Amstel werd op 26 juni 1816 aan de Noord-Hollandse gemeente Ouder-Amstel toegekend. Het wapen is sindsdien in ongewijzigde vorm in gebruik gebleven.

## Geschiedenis
Het wapen is (mogelijk) afgeleid van het wapen van Jan van Persijn, heer van het gebied rond Ouder-Amstel van 1280 tot 1282. De oudste afbeelding van het wapen van Ouder-Amstel is bekend uit de 17e eeuw. 
In 1980 werd het gebruik van de kroon bestaande uit drie bladeren en twee trossen van drie parels erkend. Deze kroon is echter nooit in het blazoen opgenomen, maar omdat de Hoge Raad van Adel uitgaat van de tekening en niet van de beschrijving is de kroon dus wel officieel.

## Blazoen
De officiële beschrijving van  het wapen van Ouder-Amstel luidt als volgt:
Van keel, beladen met twee fassen van sabel, op welke eerste drie en op welker tweede twee sautoirs, alle van zilver.
Het schild is rood van kleur met daarop twee fasses, dwarsbalken, die zwart zijn. Op de balken zijn in totaal vijf zilveren, witte, andreaskruizen geplaatst. Op de bovenste balk drie en op de onderste twee. Door het gebruik van kleur op kleur (de zwarte dwarsbalken op een rode ondergrond) is het wapen een zogenaamd raadselwapen.

## Trivia
Sterk gelijkende wapens zijn die van: Amsterdam en Nieuwer-Amstel (Amstelveen). Amsterdam heeft ook een rood wapen maar dan met een verticale zwarte balk met daarop drie kruizen en Nieuwer-Amstel heeft vier kruizen in plaats van vijf. Nieuwer-Amstel heeft verder een gelijk wapen.

Het wapen van Amstelveen
Het wapen van Amsterdam